# Gran Sinagoga de París
La Gran Sinagoga de París (en francès: Grande synagogue de Paris) també és anomenada: "la sinagoga de la victòria". El temple és al número 44 del carrer de la Victòria, al districte 9 de la ciutat de París, la capital de França. És un disseny de l'arquitecte Alfred-Philibert Aldrophe (1834-1895) que també va construir la sinagoga de Versalles i la de Enghien-les-Bains. Les obres van començar el 1867, i la sinagoga va ser inaugurada el 1874, es va obrir al públic el 1875. És una obre en estil clàssic, però fou adornada amb motius del romànic d'Orient.